# Iziphya borealis
Iziphya borealis är en insektsart. Iziphya borealis ingår i släktet Iziphya och familjen långrörsbladlöss. Inga underarter finns listade i Catalogue of Life.